# Bourne & Shepherd
Bourne & Shepherd je fotografické studio, které založili v roce 1863 britští fotografové Samuel Bourne a Charles Shepherd ve městě Šimla. Později téhož roku založili druhou pobočku v Kalkatě.

## Historie
Šimla je hlavní město indického státu Himáčalpradéš na strmém horském hřbetě ve střední části Himálaje v nadmořské výšce okolo 2 200 metrů nad mořem. Na počátku 19. století toto město vyhledávali Britové před úmornými vedry indických nížin.

## Galerie

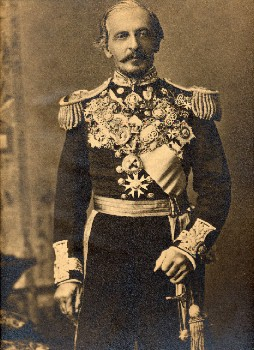
Frederick Hamilton.
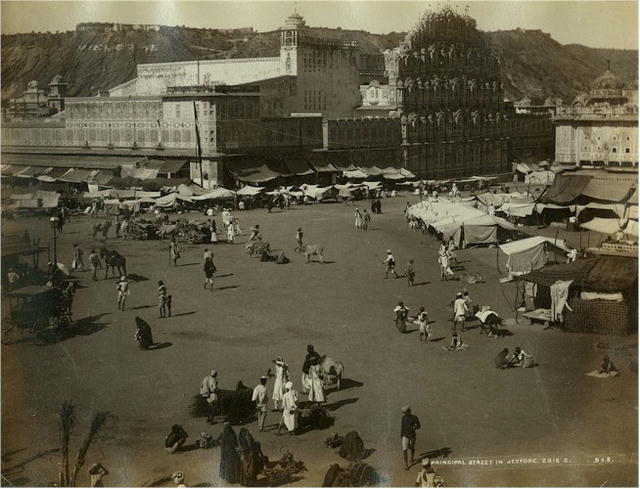
Džajpur, palác Hawa Mahal, asi 1875
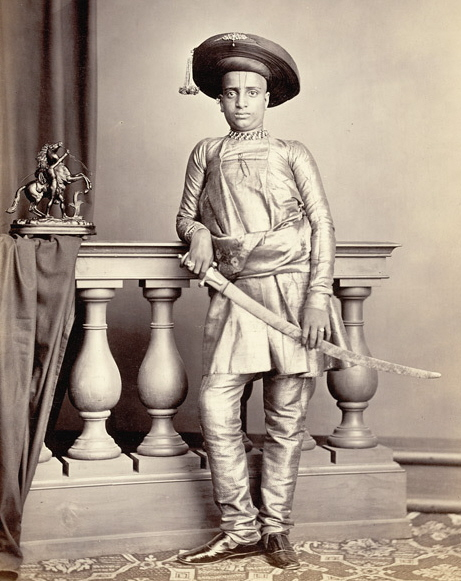
Syn H. H. Chunnasee Rajoonatha Panta, pozdní 1860, the sbírka Archaeological Survey of India
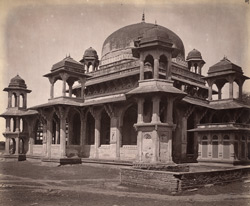
Hrobka Muhammada Ghause, Gwalior, Madhya Pradesh, asi 1883, ze sbírky Archaeological Survey of India
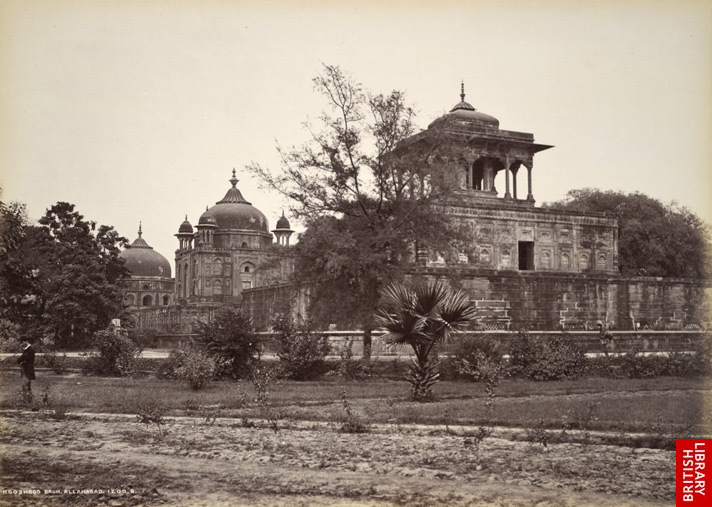
Khusro Bagh, Allahabad, asi 1870
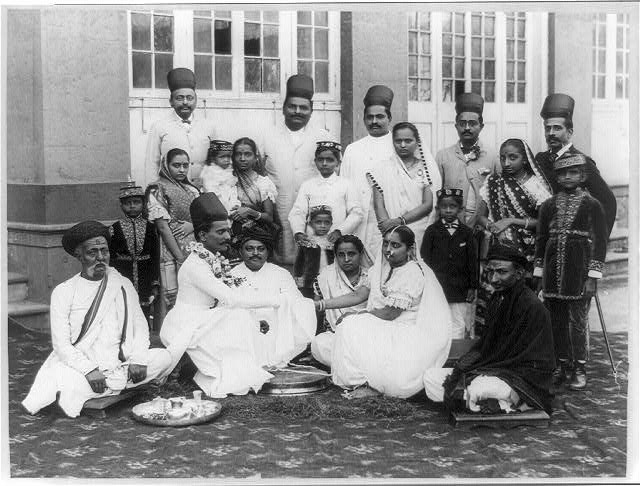
Bourne & Shepherd: Svatba Parsi, Bombay

## Díla
- Album of early photographs of India, by Charles Shepherd, Samuel Bourne, James Robertson;[s.n.], vydavatel je neznámý.
- An Album of Photographs of Indian Architecture, Views and People, Robertson & Shepherd S. Bourne. Vydavatel je neznámý.
- Photographic Views in India, by Bourne & Shepherd. Vydavatel [s.l.], 1866.
- Photographic Views of Jumnootri, Mussoorie, Hurdwar, Roorkee, Nynee Tal and Bheem Tal, Bourne & Shepherd. Vydavatel Bourne & Shepherd., 1867.
- A Permanent Record of India: Pictures of Viceroys, Moghul Emperors, Delhi Durbars, Temples, Mosques, Architectures, Types, All Indian Industries, Himalayan Scenes, Views from the Khybar Pass to the Andaman Islands : from 1840 to the Present Day, Bourne & Shepherd. Vydavatel Bourne & Shepherd.
- India and Burma, by Bourne & Shepherd. Published by [s.l.], 1870.
- Photographic Views in India, by Bourne and Shepherd, Simla, Calcutta, & Bombay. by Bourne and Shepherd. Vydavatel Bourne & Shepherd.
- Photographic Views in India, by Bourne & Shepherd, Calcutta and Simla, Bourne & Shepherd, Vydavatel Thomas S. Smith, City Press, 1878.
- Photographic Vews in India, by Bourne & Shepherd, Vydavatel Howard Ricketts Limited.